# Shibumi/Umami
Mit Shibumi und Umami werden Geschmacksqualitäten japanischer Grüntees beschrieben.

## Geschmacksqualitäten
Zur Beurteilung des Geschmacks speziell bei japanischen Grüntees hat sich die jeweilige Balance von Herbe und Süße als grundlegende Dimension etabliert. Dabei steht
Shibumi (jap. 渋み, dt. „1. herber Geschmack, adstringierend, 2. dezenter Geschmack, schlichte Eleganz“) für die von den Catechinen herrührende bittere Note, während
Umami (jap. 旨み, dt. „guter Geschmack“) die typische Grünteesüße bezeichnet, die in erster Linie durch Theanin bewirkt wird.
Umami (旨み) in diesem Sinne darf dabei nicht mit umami chōmiryō (旨み調味料) verwechselt werden, das übersetzt „Geschmacksverstärker“ bedeutet.